# Villares de Órbigo
Villares de Órbigo est une localité et un municipio (municipalité ou canton) de la comarque de Ribera del Órbigo, dans la province de León, communauté autonome de Castille-et-León, dans le Nord de l'Espagne. La localité est le chef-lieu du municipio du même nom.
Cette localité est une halte sur le Camino francés du Chemin de Saint-Jacques.

## Démographie
| 1991  |  | 1996  |  | 2001 |  | 2002 |  | 2004 |  | 2007 |  | 2010 |
| ----- |  | ----- |  | ---- |  | ---- |  | ---- |  | ---- |  | ---- |
| 1 050 |  | 1 028 |  | 890  |  | 904  |  | 858  |  | 788  |  | 732  |

## Divisions administratives
Le municipio contient les localités de :
- Moral de Órbigo.
- San Feliz de Órbigo,
- Santibáñez de Valdeiglesias,
- Valdeiglesias,
- Villares de Órbigo (chef-lieu),

## Culture et patrimoine

### Pèlerinage de Compostelle
Par le Camino francés du Pèlerinage de Saint-Jacques-de-Compostelle, le chemin vient d'Hospital de Órbigo dans le municipio du même nom.
La prochaine halte est la localité de Santibáñez de Valdeiglesias, dans le même municipio de Villares de Órbigo, vers le sud-ouest.

## Sources et références
- (es) Cet article est partiellement ou en totalité issu de l’article de Wikipédia en espagnol intitulé « Villares de Órbigo » (voir la liste des auteurs).
- Grégoire, J.-Y. & Laborde-Balen, L. , « Le Chemin de Saint-Jacques en Espagne - De Saint-Jean-Pied-de-Port à Compostelle - Guide pratique du pèlerin », Rando Éditions, mars 2006,  (ISBN 2-84182-224-9)
- « Camino de Santiago St-Jean-Pied-de-Port - Santiago de Compostela », Michelin et Cie, Manufacture Française des Pneumatiques Michelin, Paris, 2009,  (ISBN 978-2-06-714805-5)
- « Le Chemin de Saint-Jacques Carte Routière », Junta de Castilla y León, Editorial

1. ↑  www.aytovillaresdeorbigo.es Corporación Municipal.